# Lindsey Roberts
Lindsey Roberts (Rossland, 11 marzo 1972) è un'ex sciatrice alpina canadese, vincitrice della Nor-Am Cup nel 1997.

## Biografia
La Roberts, specialista delle prove veloci, debuttò in campo internazionale in occasione dei Mondiali juniores di Aleyska 1989. Esordì in Coppa del Mondo il 12 dicembre 1992 a Vail in discesa libera (40ª) e ai successivi Mondiali di Morioka 1993, sua unica presenza iridata, si classificò 23ª nella discesa libera e 36ª nel supergigante; il 2 febbraio 1994 ottenne il miglior piazzamento in Coppa del Mondo, in Sierra Nevada in discesa libera (21ª).
In Nor-Am Cup conquistò l'ultima vittoria il 16 dicembre 1996, a Big Mountain in supergigante, e l'ultimo podio il 31 gennaio 1997, a Sugarloaf in discesa libera (2ª); in quella stagione 1996-1997 si aggiudicò il trofeo continentale e le classifiche di discesa libera e di supergigante. Prese per l'ultima volta il via in Coppa del Mondo il 4 dicembre 1997 a Lake Louise nella medesima specialità, senza completare la prova, e si ritirò pochi giorni dopo: la sua ultima gara fu la discesa libera di Nor-Am Cup disputata l'11 dicembre ancora a Lake Louise, chiusa dalla Roberts all'8º posto. Non prese parte a rassegne olimpiche.

## Palmarès

### Coppa del Mondo
- Miglior piazzamento il classifica generale: 107ª nel 1995

### Nor-Am Cup
- Vincitrice della Nor-Am Cup nel 1997[1]
- Vincitrice della classifica di discesa libera nel 1997[1]
- Vincitrice della classifica di supergigante nel 1997[1]
- 16 podi (dati dalla stagione 1994-1995):
  - 5 vittorie
  - 8 secondi posti
  - 3 terzo posto

#### Nor-Am Cup - vittorie
| Data             | Località     | Paese       | Specialità |
| ---------------- | ------------ | ----------- | ---------- |
| 4 aprile 1995    | Whistler     | Canada      | GS         |
| 13 dicembre 1996 | Big Mountain | Stati Uniti | DH         |
| 14 dicembre 1996 | Big Mountain | Stati Uniti | DH         |
| 16 dicembre 1996 | Big Mountain | Stati Uniti | SG         |
| 16 dicembre 1996 | Big Mountain | Stati Uniti | SG         |

Legenda:

DH = discesa libera

SG = supergigante

GS = slalom gigante

### Campionati canadesi
- 3 medaglie (dati dalla stagione 1994-1995)
  - 1 oro (discesa libera nel 1995)
  - 2 argenti (supergigante nel 1995; supergigante nel 1997)